# Lothar Bach
Lothar Bach (* 2. April 1947) ist ein ehemaliger deutscher Fußballspieler, der zwischen 1968 und 1978 im Zweitligafußball der DDR vertreten war.

## Sportliche Laufbahn
1966, 1967 und 1968 wurde Lothar Bach mit der Betriebssportgemeinschaft (BSG) Kali Werra Tiefenort jeweils Meister der drittklassigen Fußball-Bezirksliga Suhl. Während die Kalikumpel in den ersten beiden Jahren in der Aufstiegsrunde zur DDR-Liga scheiterten, gelang mit Bach im Aufgebot im dritten Anlauf der Aufstieg in die Zweitklassigkeit. Mit dem 21-jährigen Lothar Bach als Stürmer im Kader ging die BSG Kali Werra in die DDR-Liga-Saison 1968/69. Für Bach verlief der Start unbefriedigend, denn bereits im ersten Punktspiel, in dem er als Linksaußenstürmer eingesetzt worden war, schied er in der 70. Minute verletzt aus. Nachdem er drei Spieltage pausiert hatte, spielte er bei seinem zweiten Einsatz nur sechs Minuten lang und verletzte sich erneut. Erst vom 9. Spieltag an konnte er in vier aufeinanderfolgenden Ligabegegnungen durchspielen, um danach am Ende der Hinrunde wieder dreimal auszusetzen. In den 15 Punktspielen der Rückrunde wurde er siebenmal eingesetzt und kam nun auch zu seinen ersten vier Toren in der DDR-Liga. Auch im Verlauf seiner weiteren Laufbahn gelang es Bach bis auf eine Ausnahme nicht, in einer Saison kontinuierlich durchzuspielen. 1969/70 fehlte er bei sieben der 30 Ligaspiele, wurde aber trotzdem mit sechs Treffern Torschützenkönig der Kali-Werra-Mannschaft. Die Spielzeit 1970/71 verlief mit nur 19 Liga-Einsätzen und nur zwei Toren ebenfalls unbefriedigend.
Anschließend wechselte Bach zum Ligakonkurrenten BSG Wismut Gera. Von der Saison 1971/72 an spielte die DDR-Liga mit fünf Staffeln, in denen nur noch 22 Spiele ausgetragen werden mussten. In Gera war Bach als Linksaußenstürmer vorgesehen. Er startete mit einer Saison ohne nennenswerte Ausfälle mit 20 Einsätzen und drei Toren. Danach war seine weitere Laufbahn von zahlreichen Ausfällen geprägt. Als Wismut Gera 1974 Staffelsieger in der DDR-Liga wurde und anschließend an den Oberliga-Aufstiegsspielen teilnahm, hatte Bach zuvor in acht Ligaspielen gefehlt. Auch in den Aufstiegsspielen war Bach keine Hilfe, denn in den acht Partien spielte er nur einmal voll durch und kam daneben nur als Einwechselspieler noch fünfmal zum Einsatz. Seine Mannschaft verpasste als letzter unter fünf Beteiligten den Aufstieg deutlich. 1974/75 wurde Bachs erfolgreichste Geraer Spielzeit. Nach einigen Einwechslungen war er vom 8. Spieltag regelmäßig als Linksaußen in den Ligaspielen dabei, kam auf 18 Einsätze, schoss mit elf Treffern Tore am laufenden Band und wurde zweitbester Wismutschütze. Damit war Bach wesentlich daran beteiligt, dass die BSG Wismut wieder Staffelsieger wurde. In der Aufstiegsrunde bestritt er alle acht Spiele, schoss drei Tore, aber seine Mannschaft verpasste zum zweiten Mal den Oberliga-Aufstieg. 1976/77 gehörte Bach unter dem neuen Trainer Dietmar Pohl nicht mehr zum Stammaufgebot. Er kam erst am 13. Spieltag als Einwechselspieler zum Einsatz, schoss aber sofort wieder ein Tor. Bis zum 18. Spieltag wurde er noch in drei weiteren Ligaspielen aufgeboten, in denen er sein letztes Tor für die DDR-Liga-Mannschaft von Wismut Gera erzielte. Diese erreichte ihren dritten Staffelsieg und schaffte diesmal den Oberliga-Aufstieg. An der Aufstiegsrunde war Bach nicht mehr beteiligt.
Nach sechs Spielzeiten für die BSG Wismut wechselte Bach innerhalb der Stadt zum DDR-Liga-Aufsteiger SG Dynamo Gera. Er lief noch einmal zu alter Stärke auf, bestritt 18 der 22 DDR-Liga-Spiele und wurde mit sieben Toren auch bei seiner neuen Mannschaft nach 1970 wieder Torschützenkönig. Für die Polizeisportgemeinschaft reichte es nicht für den Klassenerhalt, sodass sie nach nur einem Jahr wieder in die Bezirksliga absteigen musste. Weder die SG Dynamo noch Lothar Bach kehrten danach wieder in den DDR-weiten Fußball zurück.
In seiner elfjährigen Laufbahn als DDR-Liga-Spieler war Bach 152 Ligaspiele gekommen und hatte dabei 41 Tore erzielt.